# Vela ai I Giochi panamericani giovanili
Le competizioni di vela ai I Giochi panamericani giovanili si sono svolte dal 2 al 4 dicembre a Calima el Darién, in Colombia

## Podi

### Ragazzi
| Evento  | Oro                      | Argento            | Bronzo             |
| IQ Foil | Marcos Quiroga           | Alexander Temko    | Cristobal Hagerman |
| ILCA 7  | Clemente Seguel Lacamara | Juan Pablo Cardozo | Luc Chevrier       |

### Ragazze
| Evento  | Oro                    | Argento                 | Bronzo                 |
| IQ Foil | Mariana Aguilar Chávez | Giovanna Prada          | Brynn Muller           |
| ILCA 7  | Dolores Fraschini      | Kanttida Charlotte Rose | Luciana Andrea Cardozo |